# Håvsjön
Håvsjön är en sjö i Svenljunga kommun i Västergötland och ingår i Ätrans huvudavrinningsområde. Sjön har en area på 0,159 kvadratkilometer och ligger 135,3 meter över havet. Sjön avvattnas av vattendraget Lillån (Kalvån).

## Delavrinningsområde
Håvsjön ingår i det delavrinningsområde (635850-133896) som SMHI kallar för Utloppet av Håvsjön. Medelhöjden är 149 meter över havet och ytan är 2,04 kvadratkilometer. Räknas de 8 avrinningsområdena uppströms in blir den ackumulerade arean 209,36 kvadratkilometer. Lillån (Kalvån) som avvattnar avrinningsområdet har biflödesordning 2, vilket innebär att vattnet flödar genom totalt 2 vattendrag innan det når havet efter 113 kilometer. Avrinningsområdet består mestadels av skog (61 procent), jordbruk (11 procent) och sankmarker (19 procent). Avrinningsområdet har 0,06 kvadratkilometer vattenytor vilket ger det en sjöprocent på 3 procent.